# 그대가 있었기에
〈그대가 있었기에〉(일본어: 君がいたから 키미가이타카라[*])는 일본의 밴드 FIELD OF VIEW의 데뷔 싱글로, 1995년 5월 15일 발매되었다. (8cm CD: ZADL-1043) 정확히 이야기한다면 FIELD OF VIEW는 이전까지 "view"라는 이름으로 활동하고 있었으며, view로 활동하던 1994년경 2장의 싱글을 발표했었기에, 밴드명을 변경한 후에 발표한 첫 싱글이 된다.
곡의 작사는 사카이 이즈미, 작곡은 오다 테츠로, 편곡은 하야마 타케시가 담당했다. 이 곡은 후지 TV에서 방송되었던 드라마 《빛나는 계절 속에서》의 삽입곡으로 사용되었고, 이 곡의 가사에도 "빛나는 계절 속에서"라는 구절이 삽입되어 있다. 작사가 사카이 이즈미 (ZARD)는 이듬해 자신의 정규 앨범 《TODAY IS ANOTHER DAY》에 이 곡을 셀프 커버했다.
B 사이드 곡은 〈세피아〉(セピア)이며, 작사는 아사오카 유야, 작곡은 타타노 요시오, 편곡은 아베 준이 맡았다.

## 수록곡
| #            | 제목                                       | 작사          | 작곡          | 편곡          | 재생 시간 |
| ------------ | ------------------------------------------ | ------------- | ------------- | ------------- | --------- |
| 1.           | 〈〈그대가 있었기에〉〉 (君がいたから)     | 사카이 이즈미 | 오다 테츠로   | 하야마 타케시 | 4:10      |
| 2.           | 〈〈세피아〉〉 (セピア)                    | 아사오카 유야 | 타타노 요시오 | 아베 준       | 4:15      |
| 3.           | 〈〈그대가 있었기에〉〉 (Original Karaoke) |               |               |               | 4:09      |
| 총 재생 시간 | 총 재생 시간                               | 총 재생 시간  | 총 재생 시간  | 총 재생 시간  | 12:34     |